# 姚义贤
姚义贤（1957年—），四川巴中人，汉族，中华人民共和国政治人物、第十二届全国人民代表大会四川地区代表。
1982年7月毕业于南充师范学院（现西华师范大学）政治系政治专业，哲学学士。1984年4月加入中国共产党。
早年曾为四川省巴中县东方红公社乡村小学代课教师，1982年7月大学毕业后，先后在四川省巴中县委党校、县委宣传部、茶坝区、县纪委及达县地区纪委、巴中地区行署等单位工作。1998年7月起，历任四川省平昌县委副书记、代县长、县长、县委书记。2001年12月升任四川省巴中市副市长，2006年12月任中共四川省巴中市委常委、秘书长，2011年2月调任中共四川省内江市委副书记，次年10月升任四川省人口计生委党组书记。2013年1月任四川省人口计生委党组书记、主任，2014年3月，转任四川省食品药品监管局党组书记、局长，兼四川省食品安全委员会办公室主任。
2013年，当选为第十二届全国人大代表。